# Mercedes-Benz W113
La sigla W113 (o anche R113) è la sigla progettuale di un'autovettura, consistente nella seconda serie di vetture appartenenti alla Classe SL, prodotta in tre versioni dalla Mercedes-Benz tra il 1963 ed il 1971 e conosciuta in tutto il mondo con il soprannome di Pagoda.

## Storia e profilo
La 190 SL, che aveva goduto di ampi consensi per parecchi anni, stava invecchiando e la casa di Stoccarda decise di avviare la progettazione di una nuova spider (impropriamente definita roadster).
Il progetto nacque intorno al 1961: tre erano le richieste dei vertici Daimler-Benz nei confronti dei responsabili dei vari reparti coinvolti nel progetto: l'autovettura doveva essere brillante, confortevole e spaziosa; doveva essere realizzata utilizzando al massimo le risorse già disponibili e doveva avere una linea accattivante.
Per quanto riguardava la meccanica si scelse di basare la vettura sul pianale accorciato della 220 SEb W111, equipaggiato però con una motorizzazione più potente realizzata a partire dal 2.2 litri M180 che già equipaggiava le Heckflosse.
Sul fronte della sicurezza automobilistica, si ripropose invece quanto già sperimentato dall'ingegner Béla Barényi nella normale produzione di serie (sempre con la serie W111), introducendo nella nuova roadster un corpo vettura a deformazione programmata in caso di urto violento, così da salvaguardare l'incolumità dei passeggeri.
Per la carrozzeria ci si avvalse dell'équipe di designer guidata da Paul Bracq sotto la supervisione di Friedrich Geiger. Viste le possibilità offerte dal mercato statunitense, si decise che la linea della vettura avrebbe dovuto essere più moderna e in grado di competere con quella della Chevrolet Corvette. I primi disegni della vettura lasciarono perplessi i vertici della casa, che li giudicarono troppo audaci; tuttavia il reparto design continuò a voler rimanere fedele ai canoni stilistici appena abbozzati e il risultato di tali sforzi venne presentato al salone dell'automobile di Ginevra del 1963: nacque così la nuova roadster denominata ufficialmente 230SL,che sostituì anche la 300SL Roadster.

### 230SL
La 230SL esternamente era caratterizzata da linee tese ma dinamiche, che evidenziavano anche una certa velleità agonistica, poi confermata anche dalla vittoria di Böhringer nel Rally Spa-Sofia-Liegi a cui la casa decise di partecipare sempre nel 1963.
Delle berline W111 conserva alcuni tratti, come per esempio i fari anteriori a sviluppo verticale. La caratteristica più particolare era la forma del tettuccio rigido, laddove era previsto, che presentava una forma concava, cosa che quale avrebbe dato alla 230SL e ai successivi modelli W113 il soprannome di Pagoda. Furono molti gli esemplari dotati di capote in tela, i cui proprietari avevano richiesto anche un hard-top montabile sulla vettura quando la capote era chiusa nell'alloggiamento.
Pur legata a schemi meccanici classici (trazione posteriore, motore anteriore longitudinale, cambio meccanico a 4 rapporti), la 230SL presentava delle novità anche nella meccanica. Nuovo era il motore a 6 cilindri in linea M127 II alimentato a iniezione  da 2308 cm³ e 150 CV e nuovo era il ponte posteriore (a semiassi oscillanti). Il cambio era manuale a 4 marce, ma a richiesta era possibile averlo automatico, sempre a 4 rapporti; dal settembre del 1965, chi lo desiderava poteva optare anche per un manuale a 5 marce.
Il propulsore consentiva di ottenere discrete prestazioni sebbene, a causa della geometria del ponte posteriore, la vettura risultasse impegnativa sul bagnato. All'altezza della situazione, invece, l'impianto frenante misto con servofreno. La velocità massima raggiungibile era di 200 km/h.
Nel 1966 la versione roadster venne affiancata dalla Coupé Hard-top, con tetto rigido (comunque asportabile) di serie e priva di capote in tela, L'eliminazione del meccanismo della capote aveva consentito di aggiungere due piccoli strapuntini posteriori.
Nello stesso anno il designer italiano Pietro Frua realizzò una versione Shooting-brake della 230SL, denominata SLX.

### 250SL
Già nel dicembre del 1966 la 230 SL venne rimpiazzata dalla 250 SL, identica in tutto, tranne che nella cilindrata (portata a 2496 cm³). Il nuovo modello,con motore fornito di 7 supporti di banco al posto dei 4 della versione sostituita, era presente anche al Salone di Ginevra del 1967. Grazie al nuovo propulsore, siglato M129 III, la vettura vantava una migliore elasticità di marcia e prestazioni velocistiche più brillanti in accelerazione, mentre la velocità di punta rimaneva pressoché invariata. Meccanicamente, la vettura ricevette anche i freni a disco posteriori e anche in questo caso era previsto di serie un cambio manuale a 4 marce, che poteva essere sostituito a richiesta da un 5 marce o da un automatico a 4 rapporti.
La 250SL è la più rara tra le W113 perché è stata prodotta per poco più di un anno, vale a dire fino al gennaio del 1968, ed in soli 5.196 esemplari.

### 280SL
La 250 SL lasciò il posto alla 280 SL dotata del nuovo motore 130.983 ad iniezione con cilindrata elevata a 2778 cm³ e potenza massima di 170 CV. Ancora una volta, le prestazioni assolute rimasero invariate, ma il nuovo motore era più ricco di coppia, migliorando l'accelerazione e lo spunto della vettura.
La 280SL fu l'ultimo modello della serie W113 che, nel marzo del 1971 venne sostituita dalla R107.

### Tabella riepilogativa
| Modello | Sigla telaio | Motore             | Cilindrata cm³ | Potenza CV/rpm | Coppia /Nm/rpm | Velocità max | Acceler. 0–100 km/h | Anni di produzione | Esemplari prodotti |
| 230SL   | 113.042      | M127 II (127.981)  | 2306           | 150/5500       | 196/4200       | 200          | 11"1                | 07/63-01/67        | 19.831             |
| 250SL   | 113.043      | M129 III (129.982) | 2496           | 150/5500       | 216/4200       | 200          | 10"                 | 12/66-01/68        | 5.196              |
| 280SL   | 113.044      | M130 (130.983)     | 2778           | 170/5750       | 240/4500       | 200          | 9"                  | 12/67-03/71        | 23.885             |